# Хоменко Василь Миколайович
Василь Миколайович Хоменко (нар. 19 січня 1967, Українська РСР) — радянський футбольний тренер.

## Кар'єра тренера
Виступав за резервні команди «Таврії» (Сімферополь), «Пахтакор» (Ташкент) та «Десна» (Чернігів). Закінчив Чернігівський державний педагогічний інститут імені Тараса Шевченка. Потім розпочав працювати тренером. У червні 2002 року його призначили головним тренером резервної команди «Шинник» (Ярославль). У червні-липні 2004 коку керував житомирським «Поліссям». З 2008 року працював у Спортивній школі № 75 у Москві.